# Fahrtensegeln

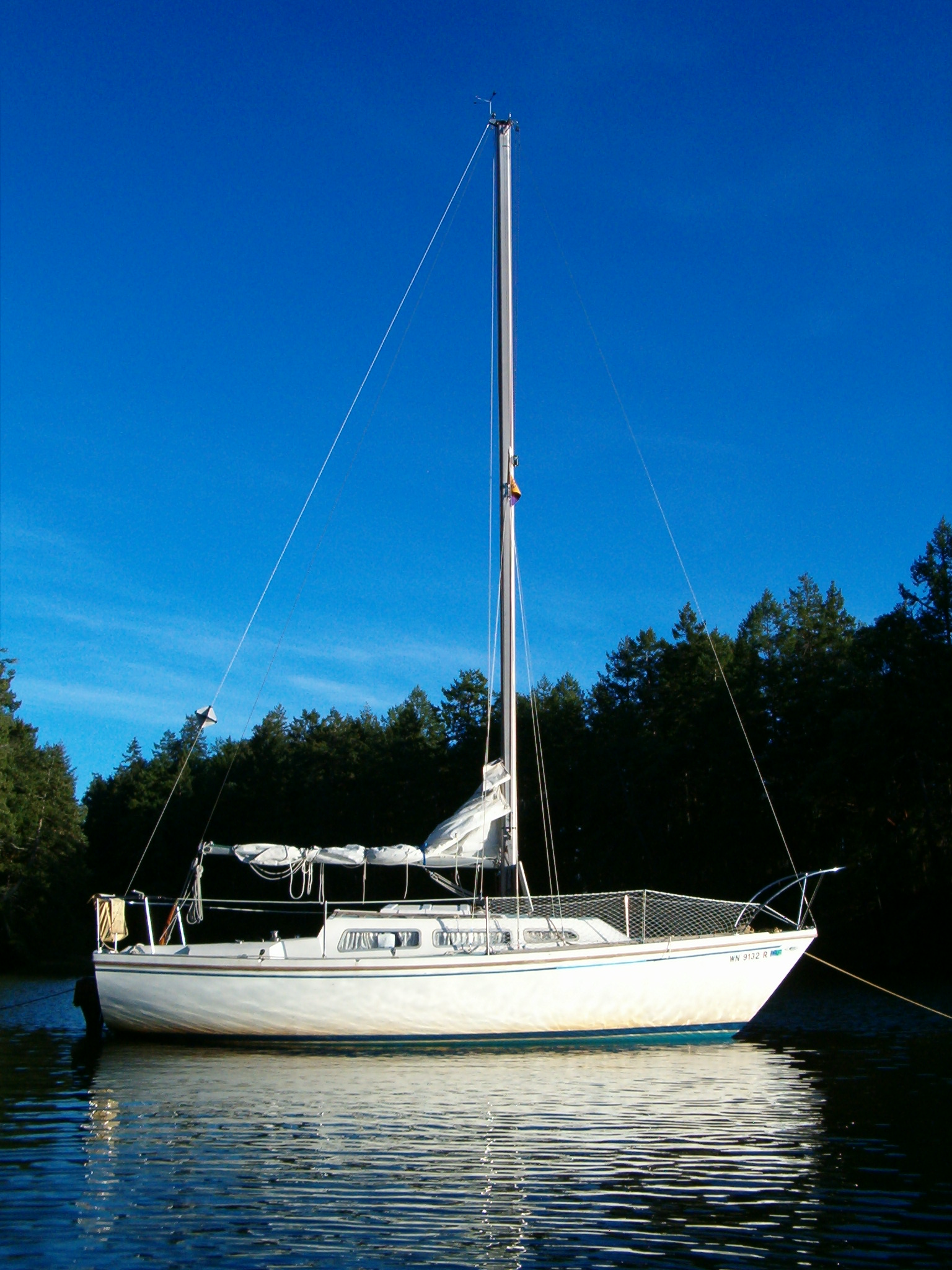
Fahrtenyacht vor Anker

Unter Fahrtensegeln versteht man meist mehrtägige Fahrten mit einem Segelboot von einem Start- zu einem Zielhafen. Ein solcher Segeltörn kann sportlich mehr oder weniger anspruchsvoll sein, aber es geht dabei nie um den Wettkampf mit anderen Booten. Das Fahrtensegeln umfasst ein weit gefächertes Spektrum, von kurzen Tagestörns bis zur mehrere Jahre dauernden Weltumsegelung. Seine Faszination besteht vor allem im intensiven Erleben der umgebenden Natur und in der Herausforderung, sich mit deren Kräften zu arrangieren und sie für sich zu nutzen. Die dafür notwendige Konzentration auf den Vorgang des Segelns an sich bewirkt bei vielen Seglern schon nach kurzer Zeit einen starken Erholungseffekt vom Alltag.

## Ausrüstung
Der Unterschied zwischen Regatta- und Fahrtensegeln macht sich auch in der Ausrüstung von Fahrtenyachten und -kreuzern stark bemerkbar. Anders als bei Regattayachten, deren Wohnkomfort aus Gewichtsgründen oft stark eingeschränkt ist, gehören beispielsweise Einbaumotor, Anker, Herd, Kühlschrank und Bordtoilette zu den üblichen Ausrüstungsgegenständen auf Yachten, die dazu dienen, die sichere, komfortable Durchführung von Tagestörns bis zu Tagen oder Wochen dauernden Seefahrten zu gewährleisten.

## Tages- und Wochentörns

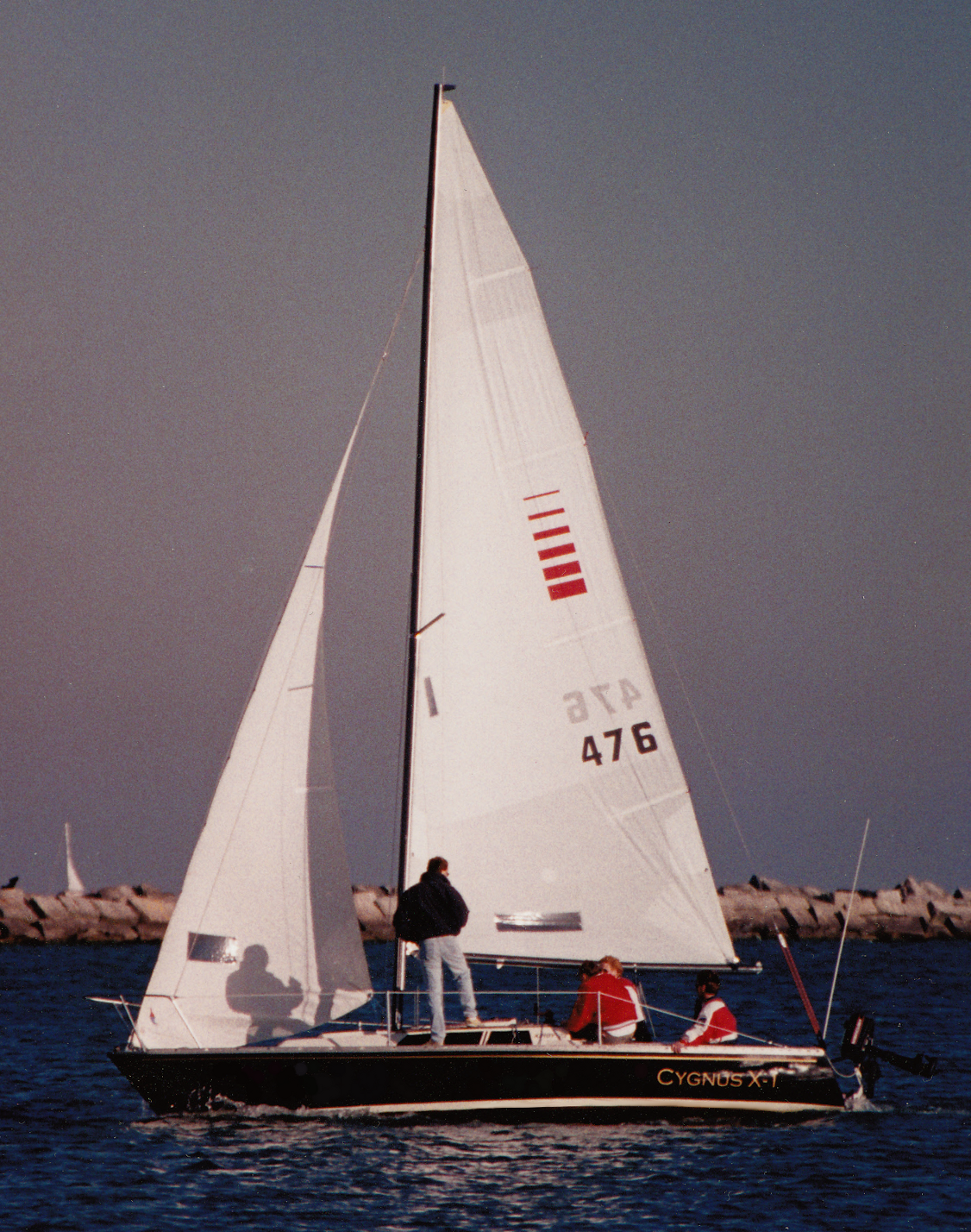
Fahrtensegeln

Ein Tagestörn ist oft eine Rundfahrt, die im gleichen Hafen beginnt und endet. Segler kleiner Boote (um die 7 m) wählen häufig Tagestörns und meiden aus Sicherheits- und Komfortgründen offene Gewässer für längere Fahrten. Tagesetappen können jedoch nicht immer so gewählt werden, dass jeden Abend ein Hafen angelaufen werden kann, so dass geankert oder nachts durchgesegelt werden muss. Mehrtägige Törns stellen höhere Ansprüche an Boot, Skipper, Crew und Ausrüstung. Im zu befahrenden, sich täglich ändernden Revier muss verstärkt mittels Kompass und GPS navigiert sowie die Wetterverhältnisse im Auge behalten werden. Es muss mehr Verpflegung, Trinkwasser und Ausrüstung mitgeführt („gebunkert“) werden. Bei Nacht zu segeln erfordert weitaus mehr Kenntnisse und Ausrüstung für die Navigation, und freies Ankern erfordert Erfahrung.
Als beliebte europäische Segelreviere für ein- bis zweiwöchige Urlaubstörns gelten beispielsweise die deutschen und dänischen Ostseeküstengebiete und bestimmte Teile des Mittelmeeres wie die Adria und die Balearen. Im Vergleich dazu ist die Nordsee aufgrund der starken Gezeiten und der höheren Sturmhäufigkeit ein deutlich anspruchsvolleres und herausforderndes Segelrevier für erfahrene Segler.

## Blauwassersegeln

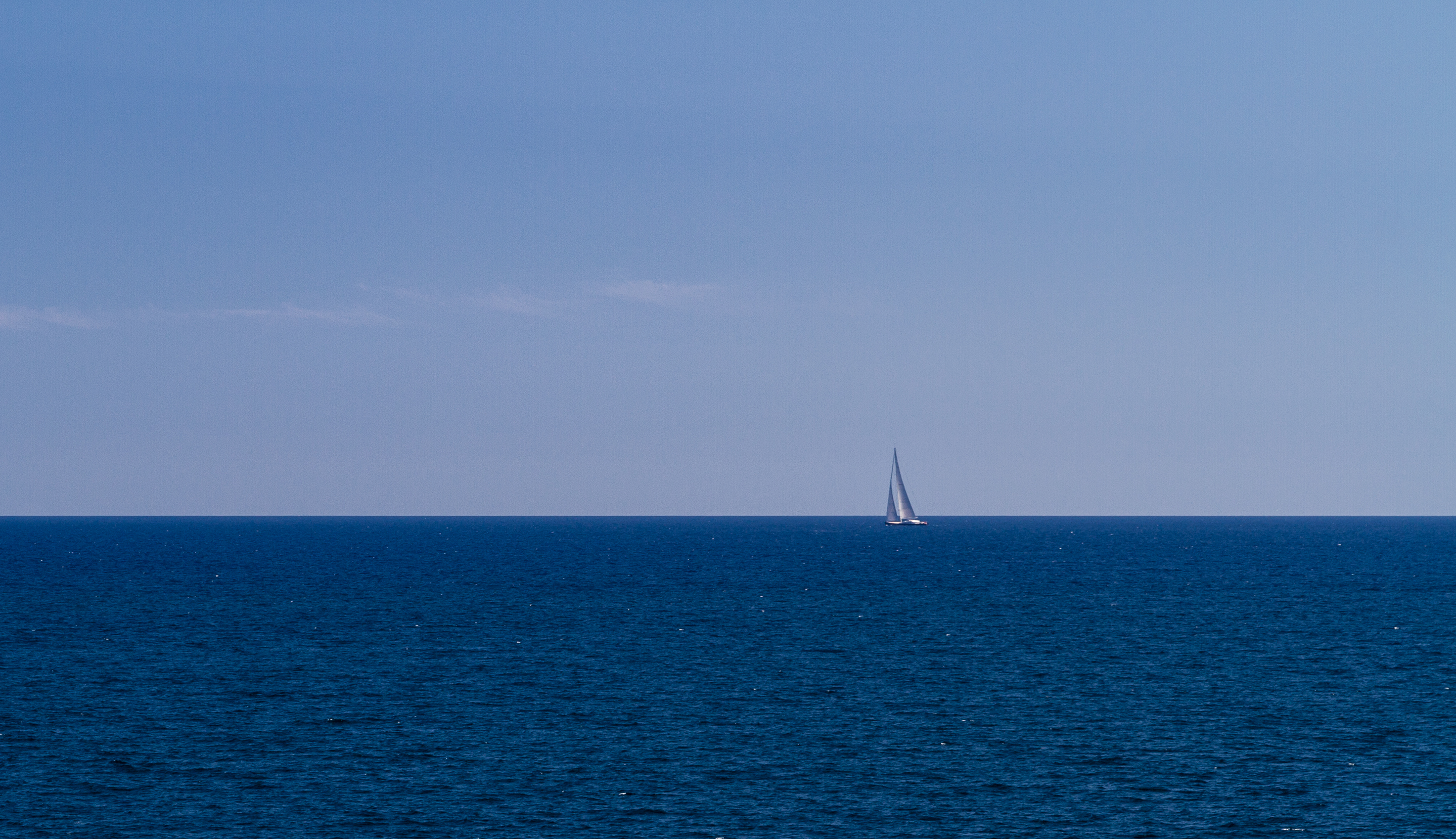
Blauwassersegeln

Langzeittörns, die auf das offene Meer hinaus führen (so genanntes Blauwassersegeln), bedürfen einer sorgfältigen Planung und viel Erfahrung sowohl in der Seemannschaft als auch im Crew-Management, da außerhalb eines vom Wetterbericht abgedeckten Zeitraumes mit Schwerwetter und Sturm gerechnet werden muss. Überdies kann im Notfall nicht ohne weiteres Hilfe angefordert werden, weshalb Unfälle oder Schäden am Boot von der Crew selbst auch über längere Zeit bewältigt werden müssen. Beim Segeln in Küstengewässern sind insbesondere die Berufsschifffahrt, mögliche Untiefen, plötzliche landbedingte Windänderungen und starke (Gezeiten-)Ströme zu berücksichtigen, was präzise Navigation und ständigen Ausguck erfordert.
Im Unterschied zu Regattaseglern organisieren Fahrtensegler ihre Törns meist auf individueller Basis und sind eher selten in Vereinen organisiert. Es gibt aber Vereine wie Hamburgischer Verein Seefahrt, Segelkameradschaft „Das Wappen von Bremen“ und Ocean Cruising Club, die sich seit Jahrzehnten dem anspruchsvollsten Blauwassersegeln verschrieben haben, sowie den Verein Trans-Ocean, der mit dem Zweck gegründet wurde, Blauwasserseglern Stützpunkte und Ansprechpartner in aller Welt anzubieten und den gegenseitigen Informationsaustausch zu erleichtern. Deutsche Fachverbände für Fahrtensegler sind die Kreuzerabteilung des Deutschen Segler-Verbands und der Kreuzer Yacht Club Deutschland.